# Lycoteuthis lorigera
A Lycoteuthis lorigera a fejlábúak (Cephalopoda) osztályának a kalmárok (Teuthida) rendjébe, ezen belül a Lycoteuthidae családjába tartozó faj. Korábban a Lycoteuthis diadema külön fajként szerepelt a rendszertanban, de bebizonyosodott, hogy nemi kétalakúság esete áll fenn és a két faj egy és ugyanaz.
A Lycoteuthis kalmárnem típusfaja.

## Előfordulása
A Déli-óceán mélységeinek lakója. Új-Zéland környékén időnként halászható.

## Megjelenése

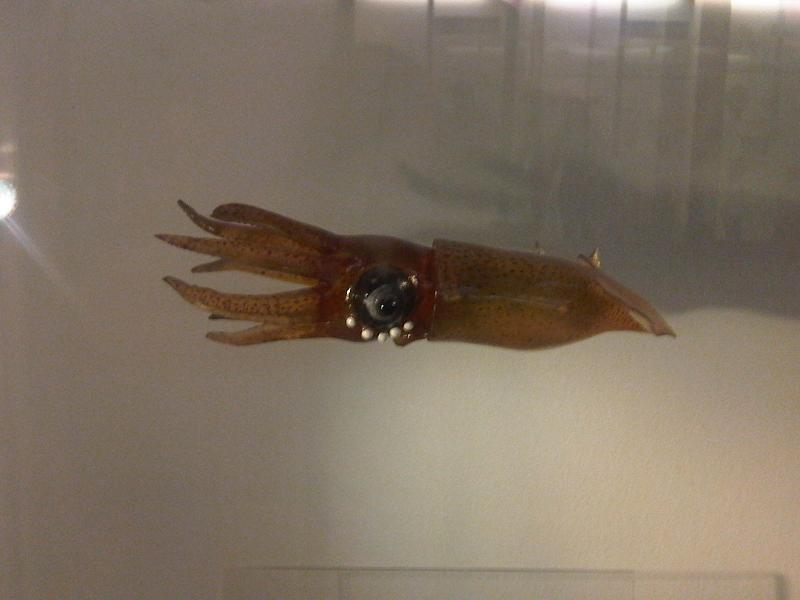
Lycoteuthis lorigera modell a londoni Természettudományi Múzeumban

Átlátszó testén sok kis világítószerv van, amelyek biolumineszcenciás módon folyamatosan fényt bocsátanak ki. Testhossza 40–90 centiméter.

## Életmódja
A hidegebb vizeket szereti. Szívesen úszkál lagúnákban, vagy a nyílt tengeren. Halakkal táplálkozik.